# .ge
.ge је највиши Интернет домен државних кодова (ccTLD) за Грузију.